# Twelve
Twelve là album phòng thu tiếng Nhật đầu tiên (album phòng thu thứ hai) sắp được phát hành của nhóm nhạc nữ Hàn Quốc–Nhật Bản Iz*One. Album dự kiến được EMI Records phát hành vào ngày 21 tháng 10 năm 2020.

## Bối cảnh
Ngày 24 tháng 8 năm 2020, một video teaser tiêu đề "IZ*ONE JAPAN teaser 2020.8.24" được đăng tải trên kênh YouTube và Twitter chính thức của nhóm. Video bao gồm những hình ảnh cắt từ những đĩa đơn tiếng Nhật đã phát hành trước đó của IZ*ONE, và kết thúc bằng dòng chữ "Autumn 2020" và "Coming soon". Ngày 2 tháng 9 năm 2020, IZ*ONE chính thức thông báo nhóm sẽ phát hành album phòng thu tiếng Nhật đầu tiên của nhóm, mang tên Twelve, hơn 1 năm kể từ sản phẩm tiếng Nhật trước đó, "Vampire".

## Danh sách bài hát
| Twelve – Type A version (CD) | Twelve – Type A version (CD)                                       | Twelve – Type A version (CD)                                                        | Twelve – Type A version (CD)                       | Twelve – Type A version (CD)         | Twelve – Type A version (CD) |
| STT                          | Nhan đề                                                            | Phổ lời                                                                             | Phổ nhạc                                           | Sắp xếp                              | Thời lượng                   |
| ---------------------------- | ------------------------------------------------------------------ | ----------------------------------------------------------------------------------- | -------------------------------------------------- | ------------------------------------ | ---------------------------- |
| 1.                           | "Beware"                                                           | Akimoto                                                                             | Watanabe Miki                                      | Watanabe Miki                        | 3:19                         |
| 2.                           | "Vampire"                                                          | Akimoto                                                                             | Chocolate Mix                                      | Chocolate Mix                        | 3:48                         |
| 3.                           | "Suki to Iwasetai" (好きと言わせたい)                              | Akimoto Yasushi                                                                     | Chocolate Mix                                      | APAZZI                               | 3:59                         |
| 4.                           | "Waiting"                                                          | Akimoto                                                                             | Watanabe Toshihiko                                 | Watanabe Toshihiko Hayakawa Hirotaka | 3:51                         |
| 5.                           | "Buenos Aires"                                                     | Akimoto                                                                             | Watanabe Miki                                      | Watanabe Miki                        | 4:20                         |
| 6.                           | "Suki ni Nacchau Darō?" ((好きになっちゃうだろう？) (IZ*ONE Ver.)) | Akimoto                                                                             | Hayakawa Hirotaka Belex                            | Hayakawa Hirotaka Belex              | 4:11                         |
| 7.                           | "Yummy Summer"                                                     | Miyawaki Sakura                                                                     | Miyawaki Sakura 4713 Coll!n J6 Detune3 ZaddY WebbY | Detune3                              | 0:00                         |
| 8.                           | "La vie en Rose" (Japanese Ver.)                                   | MosPick Honda Hitomi                                                                | MosPick                                            | MosPick                              | 3:39                         |
| 9.                           | "Violeta" (Japanese Ver.)                                          | Choi Hyun-joon Kim Seung-soo Yabuki Nako                                            | Choi Hyun-joon Kim Seung-soo                       | Park Seul-gi                         | 3:20                         |
| 10.                          | "Fiesta" (Japanese Ver.)                                           | Seo Ji-eum Go Hyun-jung (Jam Factory ) Choi Hyun-joon Kim Seung-soo Miyawaki Sakura | Choi Hyun-joon Kim Seung-soo                       | Choi Hyun-joon Kim Seung-soo         | 3:39                         |
| 11.                          | "Yume o Miteiru Aida" (夢を見ている間) (IZ*ONE Ver.))              | Akimoto                                                                             | Iggy Yongbae (SYB)                                 | Iggy Yongbae (SYB)                   | 3:30                         |

| Twelve – Type A version (DVD) | Twelve – Type A version (DVD)                                       | Twelve – Type A version (DVD) |
| STT                           | Nhan đề                                                             | Thời lượng                    |
| ----------------------------- | ------------------------------------------------------------------- | ----------------------------- |
| 1.                            | "Beware" (Music video)                                              |                               |
| 2.                            | "IZ*ONE JAPAN 1st Fan Meeting" (Live in Nippon Budokan (9 bài hát)) |                               |

| Twelve – Type B version CD | Twelve – Type B version CD                                         | Twelve – Type B version CD                                                          | Twelve – Type B version CD   | Twelve – Type B version CD           | Twelve – Type B version CD |
| STT                        | Nhan đề                                                            | Phổ lời                                                                             | Phổ nhạc                     | Sắp xếp                              | Thời lượng                 |
| -------------------------- | ------------------------------------------------------------------ | ----------------------------------------------------------------------------------- | ---------------------------- | ------------------------------------ | -------------------------- |
| 1.                         | "Beware"                                                           | Akimoto                                                                             | Watanabe Miki                | Watanabe Miki                        | 3:19                       |
| 2.                         | "Vampire"                                                          | Akimoto                                                                             | Chocolate Mix                | Chocolate Mix                        | 3:48                       |
| 3.                         | "Suki to Iwasetai" (好きと言わせたい)                              | Akimoto Yasushi                                                                     | Chocolate Mix                | APAZZI                               | 3:59                       |
| 4.                         | "Waiting"                                                          | Akimoto                                                                             | Watanabe Toshihiko           | Watanabe Toshihiko Hayakawa Hirotaka | 3:51                       |
| 5.                         | "Buenos Aires"                                                     | Akimoto                                                                             | Watanabe Miki                | Watanabe Miki                        | 4:20                       |
| 6.                         | "Suki ni Nacchau Darō?" ((好きになっちゃうだろう？) (IZ*ONE Ver.)) | Akimoto                                                                             | Hayakawa Hirotaka Belex      | Hayakawa Hirotaka Belex              | 4:11                       |
| 7.                         | "Dōtsururebaii" (どうすればいい？)                                 | Akimoto                                                                             | Watanabe Shō                 | Iehara Masaki                        | 0:00                       |
| 8.                         | "La vie en Rose" (Japanese Ver.)                                   | MosPick Honda Hitomi                                                                | MosPick                      | MosPick                              | 3:39                       |
| 9.                         | "Violeta" (Japanese Ver.)                                          | Choi Hyun-joon Kim Seung-soo Yabuki Nako                                            | Choi Hyun-joon Kim Seung-soo | Park Seul-gi                         | 3:20                       |
| 10.                        | "Fiesta" (Japanese Ver.)                                           | Seo Ji-eum Go Hyun-jung (Jam Factory ) Choi Hyun-joon Kim Seung-soo Miyawaki Sakura | Choi Hyun-joon Kim Seung-soo | Choi Hyun-joon Kim Seung-soo         | 3:39                       |
| 11.                        | "Yume o Miteiru Aida" (夢を見ている間) (IZ*ONE Ver.))              | Akimoto                                                                             | Iggy Yongbae (SYB)           | Iggy Yongbae (SYB)                   | 3:30                       |

| Twelve – Type B version (DVD) | Twelve – Type B version (DVD)                       | Twelve – Type B version (DVD) |
| STT                           | Nhan đề                                             | Thời lượng                    |
| ----------------------------- | --------------------------------------------------- | ----------------------------- |
| 1.                            | "Beware" (Music video)                              |                               |
| 2.                            | "Beware" (Music Video Making)                       |                               |
| 3.                            | "好きと言わせたい (Suki to Iwasetai)" (Music Video) |                               |
| 4.                            | "ご機嫌サヨナラ (Gokigen Sayonara)" (Music Video)   |                               |
| 5.                            | "猫になりたい (Neko ni Naritai)" (Music Video)      |                               |
| 6.                            | "Buenos Aires" (Music Video)                        |                               |
| 7.                            | "Target" (Music Video)                              |                               |
| 8.                            | "年下Boyfriend (Toshisita Boyfriend)" (Music Video) |                               |
| 9.                            | "Vampire" (Music Video Making)                      |                               |
| 10.                           | "IZ*ONE JAPAN 1st Fan Meeting" (Making)             |                               |

| Twelve – WIZ*ONE version CD only | Twelve – WIZ*ONE version CD only                                   | Twelve – WIZ*ONE version CD only                                                    | Twelve – WIZ*ONE version CD only | Twelve – WIZ*ONE version CD only | Twelve – WIZ*ONE version CD only |
| STT                              | Nhan đề                                                            | Phổ lời                                                                             | Phổ nhạc                         | Sắp xếp                          | Thời lượng                       |
| -------------------------------- | ------------------------------------------------------------------ | ----------------------------------------------------------------------------------- | -------------------------------- | -------------------------------- | -------------------------------- |
| 1.                               | "Beware"                                                           | Akimoto                                                                             | Watanabe Miki                    | Watanabe Miki                    | 3:19                             |
| 2.                               | "Vampire"                                                          | Akimoto                                                                             | Chocolate Mix                    | Chocolate Mix                    | 3:48                             |
| 3.                               | "Suki to Iwasetai" (好きと言わせたい)                              | Akimoto Yasushi                                                                     | Chocolate Mix                    | APAZZI                           | 3:59                             |
| 4.                               | "Buenos Aires"                                                     | Akimoto                                                                             | Watanabe Miki                    | Watanabe Miki                    | 4:20                             |
| 5.                               | "Suki ni Nacchau Darō?" ((好きになっちゃうだろう？) (IZ*ONE Ver.)) | Akimoto                                                                             | Hayakawa Hirotaka Belex          | Hayakawa Hirotaka Belex          | 4:11                             |
| 6.                               | "Shy Boy"                                                          | Akimoto                                                                             | Watanabe Miki                    | Watanabe Miki                    | 0:00                             |
| 7.                               | "La vie en Rose" (Japanese Ver.)                                   | MosPick Honda Hitomi                                                                | MosPick                          | MosPick                          | 3:39                             |
| 8.                               | "Violeta" (Japanese Ver.)                                          | Choi Hyun-joon Kim Seung-soo Yabuki Nako                                            | Choi Hyun-joon Kim Seung-soo     | Park Seul-gi                     | 3:20                             |
| 9.                               | "Fiesta" (Japanese Ver.)                                           | Seo Ji-eum Go Hyun-jung (Jam Factory ) Choi Hyun-joon Kim Seung-soo Miyawaki Sakura | Choi Hyun-joon Kim Seung-soo     | Choi Hyun-joon Kim Seung-soo     | 3:39                             |
| 10.                              | "Yume o Miteiru Aida" (夢を見ている間) (IZ*ONE Ver.))              | Akimoto                                                                             | Iggy Yongbae (SYB)               | Iggy Yongbae (SYB)               | 3:30                             |